# Nu-Clear Sounds
Nu-Clear Sounds è il terzo album discografico del gruppo musicale nordirlandese Ash, pubblicato nel 1998.

## Tracce
1. Projects – 3:53
2. Low Ebb – 5:00
3. Jesus Says – 4:44
4. Wildsurf – 3:26
5. Death Trip 21 – 4:08
6. Folk Song – 4:54
7. Numbskull – 3:09
8. Burnout – 4:02
9. Aphrodite – 4:17
10. Fortune Teller – 3:22
11. I'm Gonna Fall – 5:13

## Formazione
- Tim Wheeler - voce, chitarra
- Mark Hamilton - basso
- Rick McMurray - batteria
- Charlotte Hatherley - chitarra, voce